# مؤثر على الميقاتية
التأثيرات على الميقاتية (بالإنجليزية: chronotropic)‏ (من chrono-, وتعني زمن, وtropos, "يقلب ويحول") هي تلك التأثيرات التي تغير سرعة القلب. قد تغير العقاقير المؤثرة على الميقاتية من سرعة القلب ونظمه عن طريق التأثير على نظام التوصيل الكهربائي للقلب والأعصاب المؤثرة فيه كأن تغير النظم الذي تحدثه العقدة الجيبية الأذينية. المواد المؤثرة على الميقاتية إيجابا تزيد سرعة القلب فيما تقلل المواد المؤثرة في الميقاتية سلبا من سرعة القلب. يعد الثيوفيلين من المواد المؤثرة على الميقاتية إيجابا.